# Castelo de Sully-sur-Loire
 Coordenadas : minutos ou segundos > 60

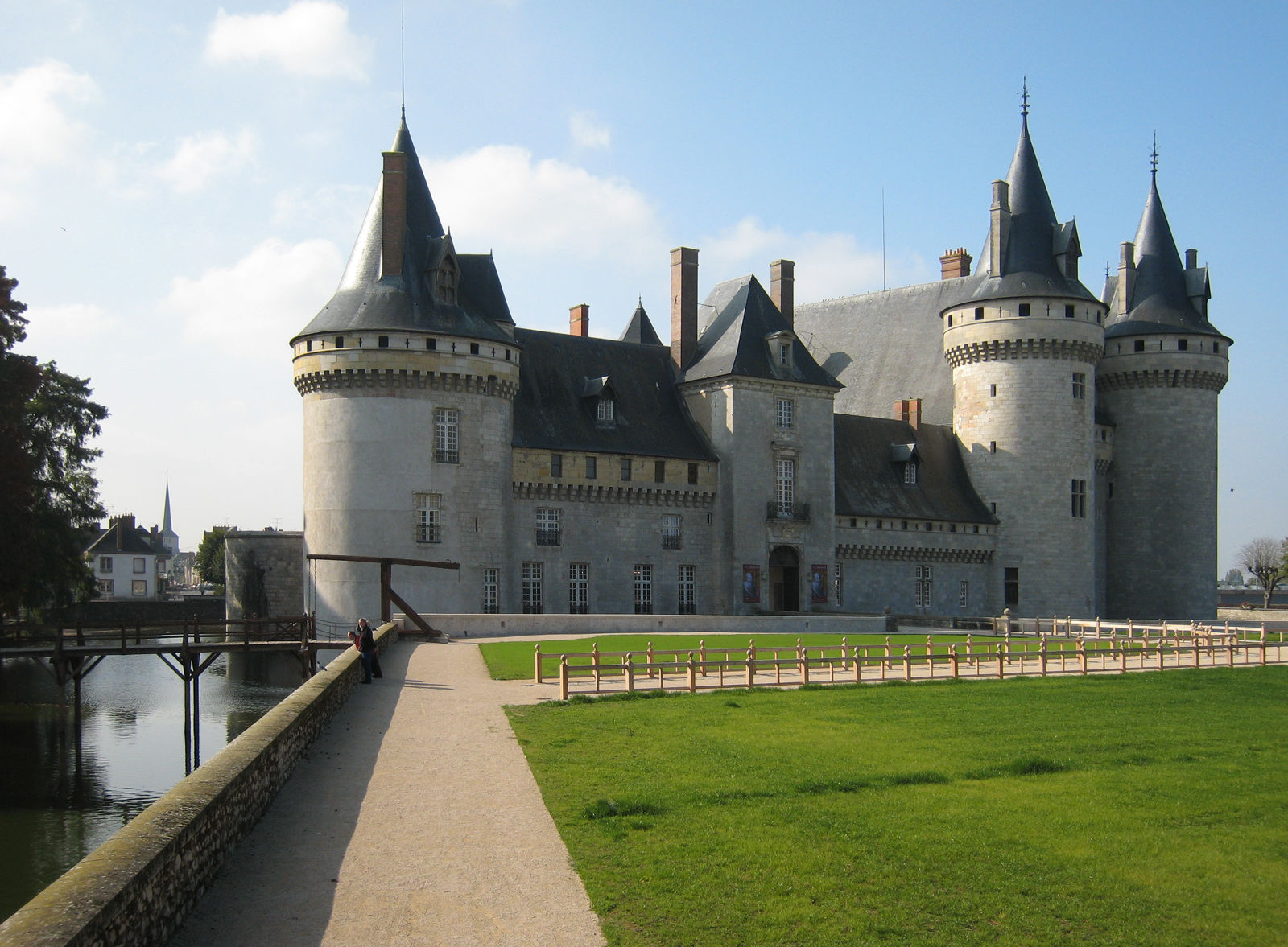
Fachada do Château de Sully-sur-Loire.

O Castelo de Sully-sur-Loire (em francês: Château de Sully-sur-Loire) é um castelo francês, convertido numa sumptuosa residência senhorial, situado na comuna de Sully-sur-Loire, no extremo leste da Sologne, departamento de Loiret, na região Centro. O castelo ergue-se no centro de Sully-sur-Loire, na margem esquerda do Loire, próximo da ponte, na esquina do Chemin de la Salle verte, com a Avenue de Béthune e o Promenade des douves. A água que o rodeia é proveniente da Lagoa de Marcon.
É um dos Castelos do Loire e foi registado no ano 2000 como Património da Humanidade pela UNESCO juntamente com os outros castelo do Vale do Loire.
O seu predecessor foi construído pelos Senhores de Sully, que ali se estabeleceram desde o século IX. Como Guy VI de La Trémoille casou com a única herdeira na sua posse, o castelo existente começou a sofrer uma profunda alteração a partir de 1395. Em 1602, o seu descendente Claude de La Trémoïlle vendeu o edifício, danificado pela guerra dos huguenotes, a Maximilien de Béthune, que reconstruiu a fortaleza elevando-a à condição dum palácio de aparato. O ministro de Henrique IV escreveu ali as suas famosas memórias juntamente com quatro secretários, as quais foram impressas no final de 1638 na Torre de Béthune, assim chamada em sua homenagem, embora o título indique que estavam em Amesterdão.
Henrique IV nunca o visitou, mas Mazarin e Ana da Áustria refugiaram-se no palácio em Março de 1652 durante os rigores do Fronde, no decorrer da guerra civil francesa. Turenne ficou aqui no mesmo ano, antes de ser derrotado pelo Grande Condé na Batalha de Bléneau. Mais tarde, em 1716, e novamente em 1719, o castelo abrigou Voltaire quando foi exilado de Paris por ter afrontado o Regente Filipe, Duque d'Orleães. O edifício manteve-se por mais de 350 anos na posse da família de Béthune, até que foi vendido em 1962 ao departamento de Loiret.
Depois do próprio palácio ter sido classificado, em Setembro de 1928, como monumento histórico pelo Ministério da Cultura, seguiu-se em 1934 a inscrição do seu parque e das suas valas de água na mesma lista. Antes disso, o edifício foi posto à disposição do público em Julho desse mesmo ano e recebeu 30.000 visitantes até ao início da Segunda Guerra Mundial.

## História

### Dos primeiros edifícios no local ao final do século XIV

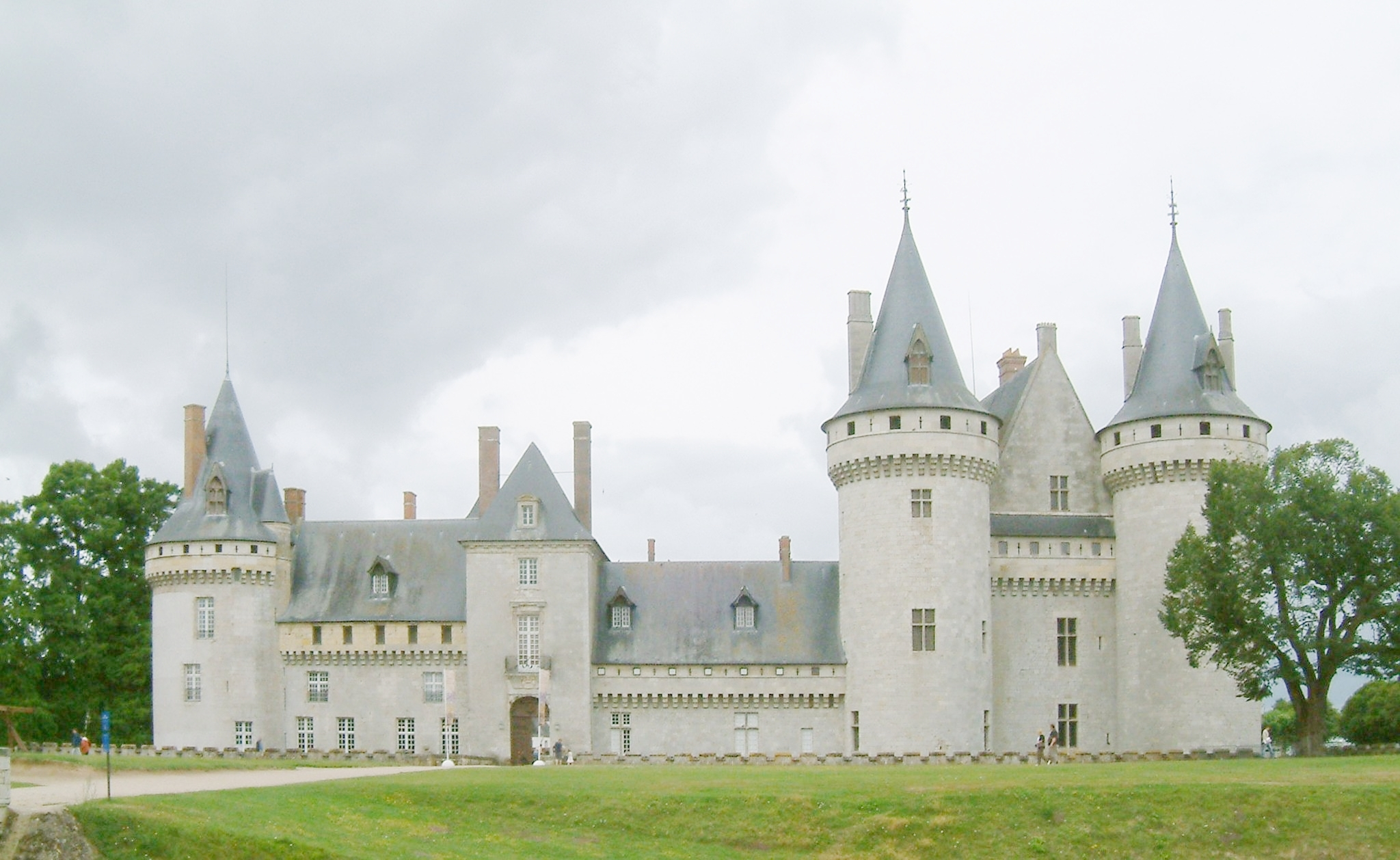
O Château de Sully-sur-Loire visto do parque.

Neste lugar, já existia na época dos galo-romanos uma torre simples para a protecção e controle da vizinha ponte de pedra com 400 metros de comprimento sobre o Loire, num dos poucos locais onde o rio pode ser atravessado a vau. Sobre as fundações dessa torre, foi construído um antecessor do actual castelo, mencionado pela primeira vez num documento datado de 1102 como castrum soliacense. O seu proprietário de então era um Senhor de Sully. Um dos seus descendentes, Henri I de Sully, encontrava-se no início do século XIII envolvido numa disputa com o seu senhor feudal, o Bispo de Orleães, Manassé de Seignelai, porque tinha imposto que os comerciantes em viagem fossem impedidos de passar no seu senhorio sob o risco de serem mortos e tinha-se recusado a reparar essa injustiça. Por esse motivo, o bispo confiscou os domínios de Henri e colocou-os sob protecção do rei francês Filipe II. Em 1218, o monarca ergueu uma poderosa e fortificada torre redonda no actual Basse-Cour (Pátio Baixo) como afirmação de poder sobre esta área, cujos vestígios eram visíveis até à década de 1990 e cujas fundações ainda permanecem enterradas.
Em 1363, a ponte e a correspondente torre de controle foram destruídas por uma inundação do Loire causada por uma forte tempestade. No entanto, nesta época existia um outro edifício dos Senhores de Sully perto da torre redonda de Filipe II, que, no ano seguinte à inundação, foi reparado, e mesmo expandido, com as pedras da ponte e da torre. As restantes pedras necessárias vieram para aqui do rio Bièvre e de Briare. Os trabalhos de reparação nos antigos telhados daquela época neste edifício estão disponíveis num registo bem documentado de 1363. A ponte sobre o Loire só voltou a ser construída em 1836, sendo a travessia substituída por uma balsa.

### O castelo das famílias de Sully e de La Trémoille
A base do actual castelo em Sully-sur-Loire foi criada com a construção dum castelo em estilo gótico, entre 1218 e o final do século XIV, pelos Senhores de Sully. Com excepção dum único documento, não existem registos deste período, pelo que não se conhece nem a origem da construção nem a aparência do edifício.
No final do século XIV, a fortaleza foi herdada por Guy VI de la Trémoille por casamento, que alterou bastante o edifício. Deste modo, encarregou Raymond du Temple, o arquitecto do Palais du Louvree do Château de Vincennes, de fazer planos para um Donjon (torre de menagem) flanqueado por quatro torres, que seria realizado entre 1395 e 1406.
Depois da morte de Guy VI de La Trémoille no regresso da Sétima Cruzada, em 1398, a sua viúva, Marie de Sully, continuou o projecto, possivelmente incorporando um edifício mais antigo. Os trabalhos foram interrompidos e adiados pela Guerra dos Cem Anos.
Em 1403, o filho de Guy, Georges de La Trémoille, arranjou um primeiro jardim do castelo. Este foi seguido, em 1440, da construção da chamada Tour de la Sange (Torre da Sange), uma torre de cinco andares situada no canto sudeste do castelo, erguida sobre as fundações duma estrutura anterior. Além disso, o que restava do velho edifício foi integrado na nova construção. Antes de 1460 foi erguido o Petit Château, um novo edifício habitacional, a sul da torre do portal, destinado a garantir um maior conforto aos seus residentes.
Durante a guerra dos huguenotes, o edifício foi danificado por cercos. Depois de ter sido tomado pelos huguenotes foi reconquistado pelas tropas dos católicos. Assim, em 1586 foi destruída a Igreja de Saint-Ythier, situada no Basse-Cour, de modo que as missas passaram a ser celebradas na Igreja de Notre-Dame-de-Pitié .

### O castelo do "Grande Sully"

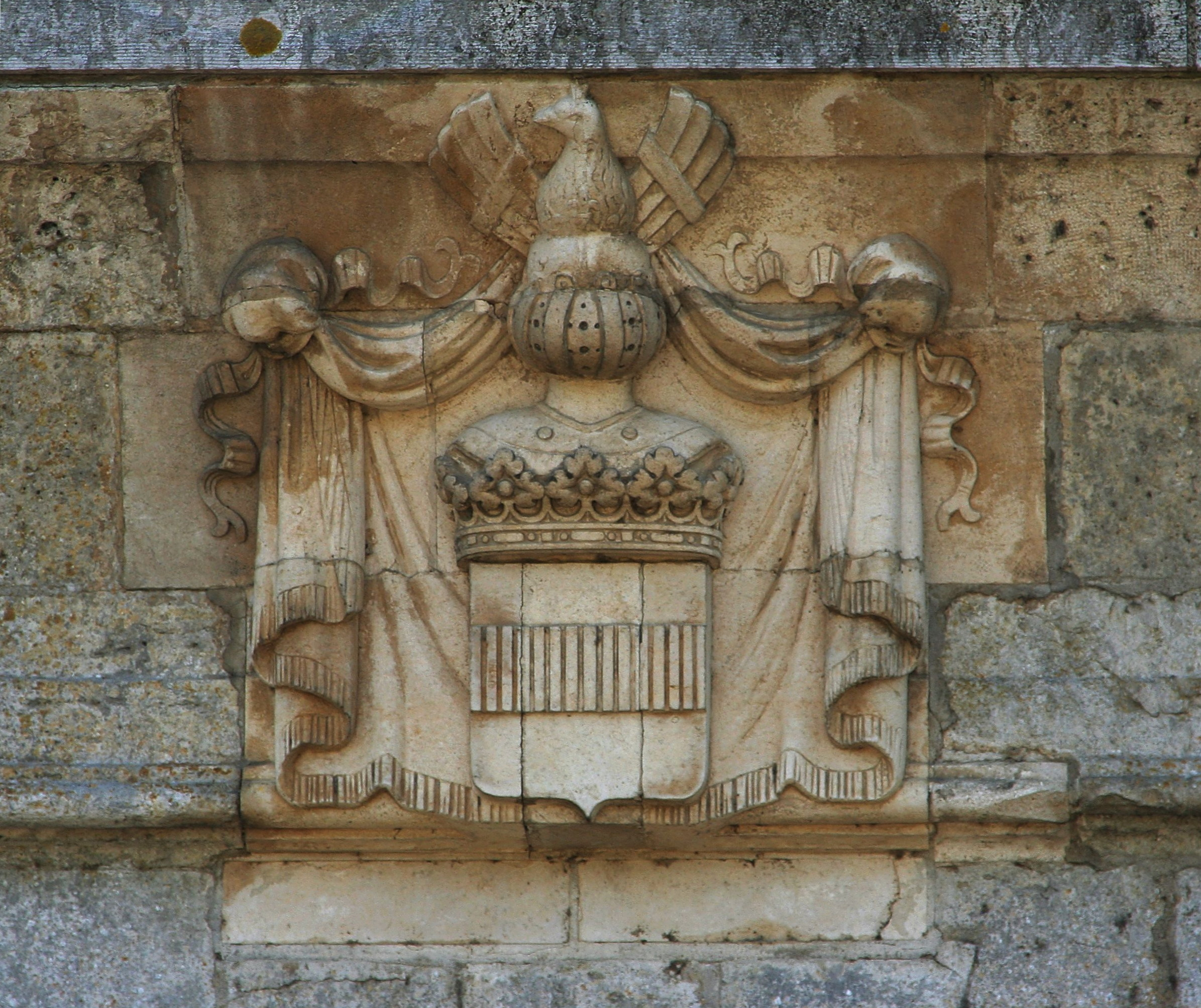
O brasão de armas de Maximilien de Béthune, sobre o portal principal, aponta-o como o construtor do castelo.

Em 1602, o castelo foi adquirido por Maximilien de Béthune (1560-1641), ministro de Henrique IV, feito Duque de Sully em 1606. Entre o ano da sua aquisição e 1609, Maximilien - também chamado de o "Grande Sully") e a sua segunda esposa, Rachel de Conchefilet, alteraram profundamente o edifício segundo o estilo renascentista e transformaram. assim, o castelo fortificado num palácio de aparato.
Todo o castelo foi cercado por fossos, alimentados pelo Sange; este pequeno afluente do Loire foi especialmente desviado para este efeito. Uma das primeiras alterações arquitetónicas consistiu na mudança da entrada principal existente a sul para o lado norte do castelo. Foi erguida uma nova portaria e construída uma ponte sobre o fosso exterior. Seguiu-se, em 1603, a reconstrução e transformação da torre de menagem. Béthune rasgou as grandes janelas cruzadas, preservadas até hoje, e dividiu a Sala dos Guardas no piso térreo em várias pequenas salas por meio de divisórias.
A partir de 1602, também começou trabalhos no pequeno jardim existente a leste de forma a ampliá-lo fortemente, criando ali um grande parque barroco. Antes que estas obras pudessem ser concluídas, foram demolidos os restos da igreja arruinada e do edifício conventual, com o fim de permitir a integração do Basse-Cour no novo conceito de jardim. Depois dos cónegos terem permanecido algum tempo na aldeia devido ao mau estado do seu mosteiro, acabaram por transferir oficialmente a colegiada do castelo para Sully-sur-Loire.
Entre 1606 e 1608 foram empreendidas as obras de reconstrução e renovação do Petit Château. Tal como tinha acontecido com o anterior proprietário, Maximilien de Béthune desejou que a torre de menagem servisse apenas para funções de representação, enquanto o edifício residencial sul apresenta a torre do portal. Para esse fim ergueu paredes divisórias com lareiras a toda a altura da construção, para que todos os novos quartos tivessem acesso ao calor. Também em 1606, arrasou por completo a danificada torre de esquina a sudoeste do pátio e, em seguida, reconstruiu-a a partir do piso térreo, com o fim de ali estabelecer uma plataforma para a instalação de canhões.
Em 1611 foi erguido uma barragem alta a noroeste do edifício, para proteger o castelo no início das regulares inundações do Loire. O motivo concreto desta remodelação foi a inundação de 1608, que não só destruiu grande parte do parque recém-criado como quase custou a vida a Béthune. O duque, ao ser surpreendido pela inundação que o cercou no seu gabinete de trabalho, acabou por ser resgatado pelos barqueiros no último momento.
Os últimos trabalhos de remodelação importantes tiveram lugar na década de 1620, quando os antigos edifícios de madeira existentes entre a torre de menagem e a torre do portal foram derrubados e substituídos por uma galeria coberta em pedra. Béthune passou a sua vida a reparar uma e outra vez o seu castelo, de forma a eliminar os danos causados durante as guerras da religião.

### Século XVIII
Quando, em 1717, foi removida a antiga torre redonda de Filipe Augusto no Basse-Cour, passou a ser possível ter uma melhor vista dos jardins a partir do Petit Château. A esta transformação seguiram-se, em meados do século XVIII, obras para transformar a galeria entre a torre de menagem e a torre do portal, esta última renovada em 1702. A galeria foi substituída por um edifício de três pisos. Ainda no século XVIII, toda a fachada do palácio foi sujeita a renovação, foram instaladas novas portas e janelas e foram preenchidos os fossos no pátio interno. Com a demolição dos velhos estábulos no Basse-Cour, este apresentava-se em 1767 como uma superfície plana desaproveitada. Em 1779, a ponte levadiça em madeira que conduzia à torre do portal foi substituída por uma ponte arcada em pedra.
Durante a revolução francesa, o castelo foi severamente danificado, sendo especialmente afectadas as quatro torres de canto do donjon. Os danos não resultaram de lutas, mas sim duma pérfida decisão do governo, que forçou o então proprietário e último Duque de Sully, Maximilien Gabriel Louis de Béthune, a suavizar a sua propriedade. O senhor do castelo viu diversas das suas paredes derrubadas e as torres de defesa inutilizadas pelos seus próprios meios. Depois disso, as paredes externas do lado norte da Tour de Verrines erguiam-se apenas até ao nível do piso térreo. As outras três torres de canto do donjon ficaram com os telhados e os adarves completamente destruídos. Os dois canhões do castelo foram transportadas para Orleães e a própria colecção de armas do castelo foi confiscada.

### Do século XIX à actualidade

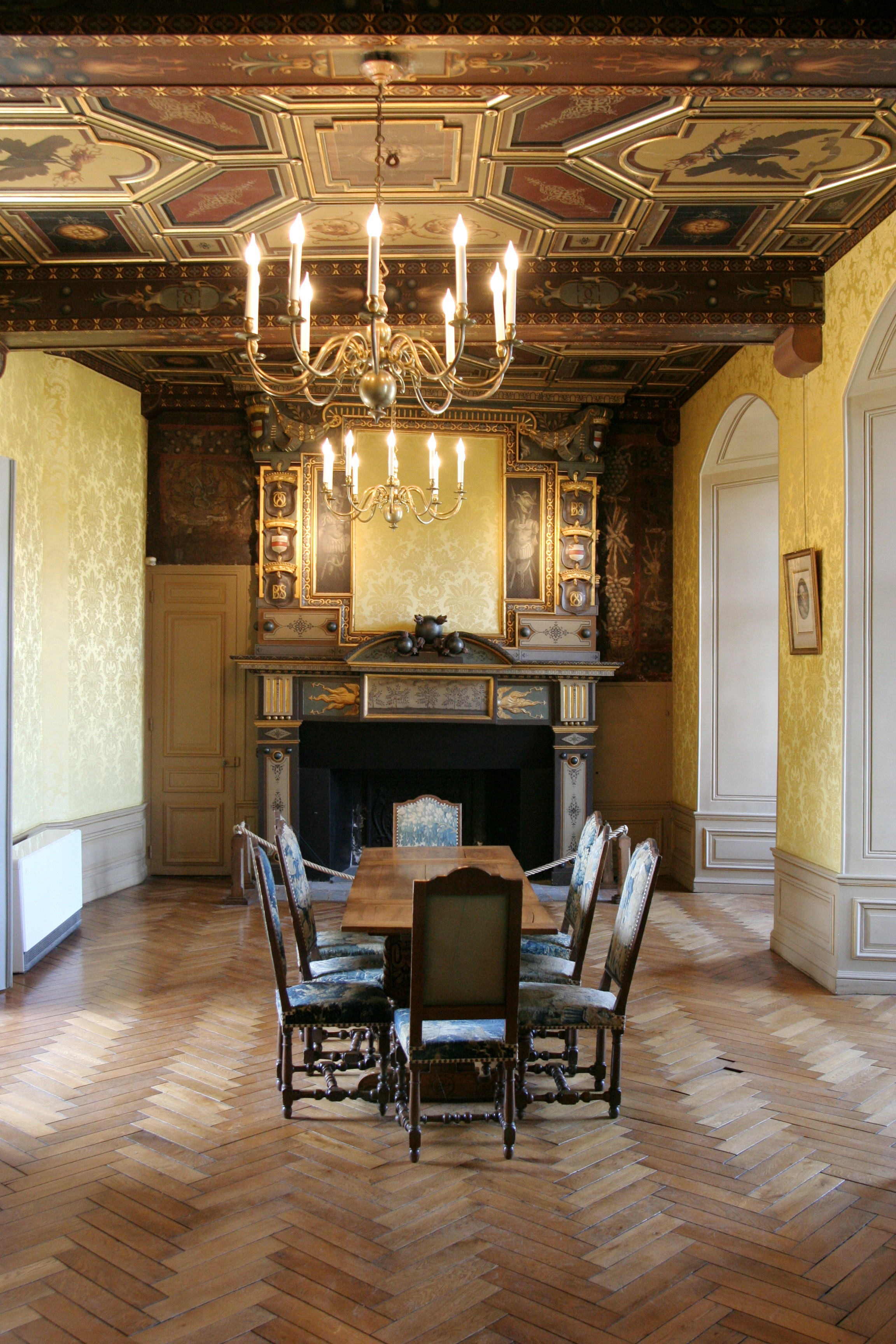
Sob Eugène de Béthune, o gabinete de trabalho de Maximilien de Béthune serviu de sala de jantar.

Em 1841, a estátua em mármore de Maximilien de Béthune, encomendada pela sua segunda esposa após amorte do antigo ministro, foi trazida para Sully-sur-Loire e colocada no pátio do castelo depois de, em 1793, ter sido levada para o Musée des monuments français, instalado no Château de Villebon.
A partir de 1869, o então proprietário, Eugène de Béthune, começou obras de reconstrução e modernização do debilitado castelo, de forma a equipá-lo com as comodidades da época. Por exemplo, mandou erguer paredes no interior do edifício e colocar novos grandes apainelamentos de parede. A partir de 1902, juntamente com o seu filho Maximilien, dedicou-se à reconstrução do danificado donjon. Depois da morte do seu filho num trágico acidente de caça, as obras de restauro foram interrompidas.
Depois da destruição da sepultura de Béthune e da sua esposa em Nogent-le-Rotrous em 1793, durante a revolução francesa, e da colocação do seu conteúdo numa cova anónima do cemitério local, este foi redescoberto em 1883 e transferido para a capela palaciana de Sully-sur-Loire em 1884. Uma vez que esta foi consagrada à fé católica em 1934 e Béthune tinha professado a fé reformada, os restos mortais dos antigos proprietários foram sepultados num oratório especialmente decorado na torre que flanqueia o portal a oeste, no dia 23 de Outubro de 1999.
Na noite de 10 para 11 de Janeiro de 1918, a ala Luís XV ardeu completamente e os seus valiosos interiores foram destruídos. Embora o edifício tenha sido reconstruído em 1923, nunca voltou a ser totalmente mobilado.
Além dos estragos provocados na época da revolução francesa, nunca completamente resolvidos, o edifício voltou a sofrer outros danos causados por combates durante a Segunda Guerra Mundial: o castelo foi atingido por bombas em Junho de 1940 e em Agosto de 1944.
O Castelo de Sully-sur-Loire permaneceu na posse da família de Béthune até 1962, quando se tornou propriedade do Departamento do Loiret. Desde então, tem sido continuamente restaurado e parcialmente remobilado de forma a ser utilizado como palácio-museu. Além disso, o departamento organiza ali um festival de música clássica, todos os anos em Junho, desde 1973. Em Janeiro de 2006 começaram novas obras de restauro orçamentadas em quatro milhões euros, com término previsto para Julho de 2007, o que limitou severamente a visita ao museu.
O castelo contém numerosas tapeçarias (incluindo um conjunto do século XVII, a Tenture de Psyche), pinturas dos antepassados e herdeiros de Sully e mobiliário seiscentista. Aqui também está o túmulo de Sully e o da sua segunda esposa.

## Descrição

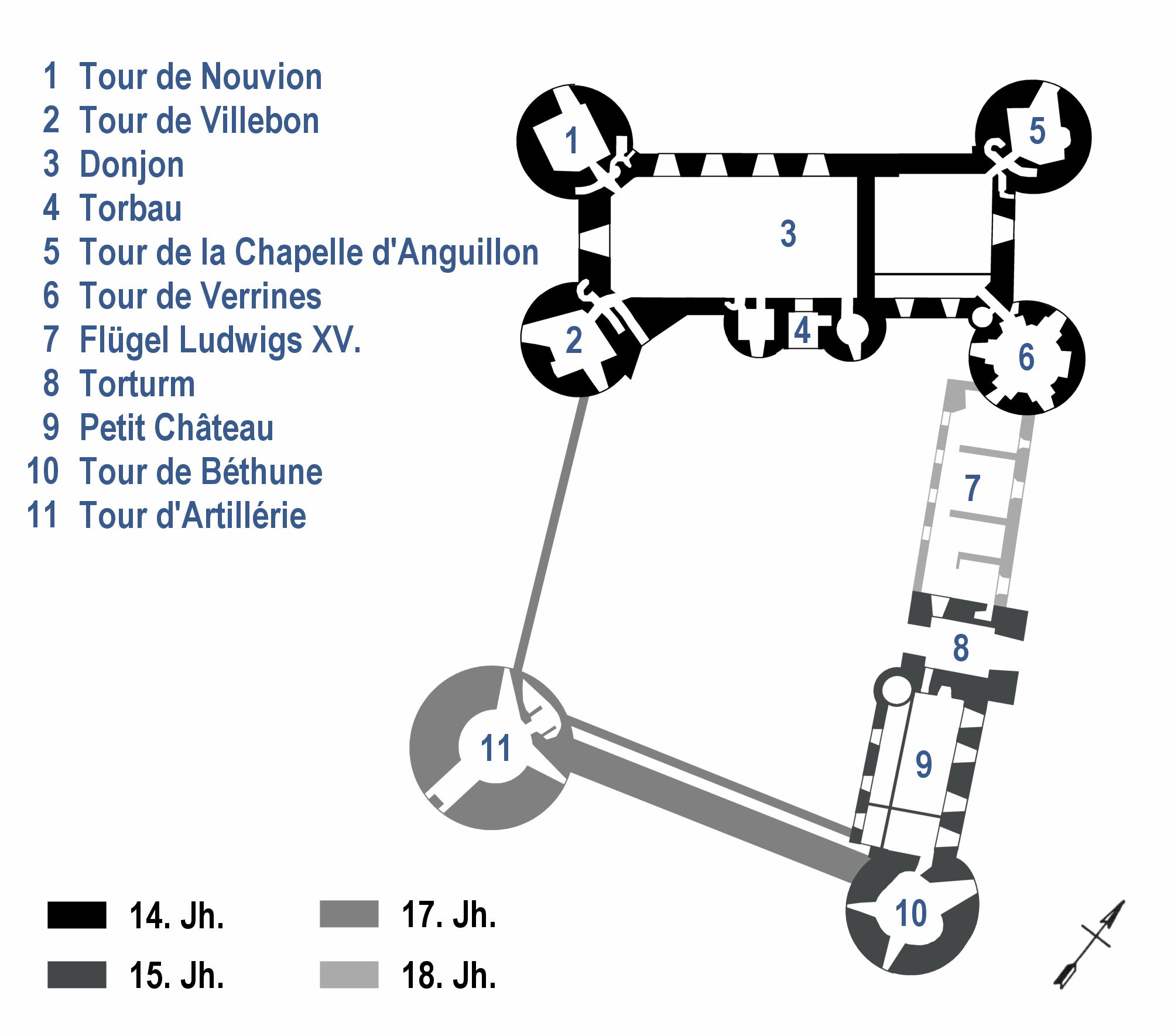
Planta do piso térreo do Castelo de Sully-sur-Loire.

### Basse-Cour
A leste do palácio está situado numa ilha própria o chamado Basse-Cour ("Pátio Baixo"). O muro baixo em seu redor consiste no que resta das fundações duma muralha anterior muito mais alta. Na área pouco desenvolvida ficavam os edifícios de serviço e a colegiada de Saint-Ythier incluindo o mosteiro. Hoje, ergue-se ali uma estátua de dois metros de altura, em mármore branco de Carrara, representado o primeiro Duque de Sully, Maximilien de Béthune. Originalmente, a figura foi produzida em 1642 por Pierre II Biard, a pedido de Rachel de Conchefilet, para o Château de Villebon. Mostra o ministro de Henrique IV usando uma coroa de louros e segurando um bastão de marechal.

### Palácio
A planta do castelo está construído sobre uma base de forma trapezoidal na margem direita do Rio Loire. Está cercado por todos os lados por fossos de água alimentados pelo Rio Sange. A arquitectura ainda oferece uma impressão desafiadora e também apresenta alguns elementos arquitectónicos defensivos, embora o conjunto não tenha qualquer função militar devido às inúmeras modificações sofridas desde o século XVII.
Os edifícios estão dispostos em redor dum pátio interior, limitado a sul por uma galeria defensiva - a chamada Galérie d'Agréement - com dois andares e telhado inclinado do século XVII, assim como por uma cortina no lado oeste. Como material de construção para a alvenaria foram utilizados blocos de pedra calcária, enquanto os telhados são cobertos com telhas de ardósia.

#### Torre da portaria

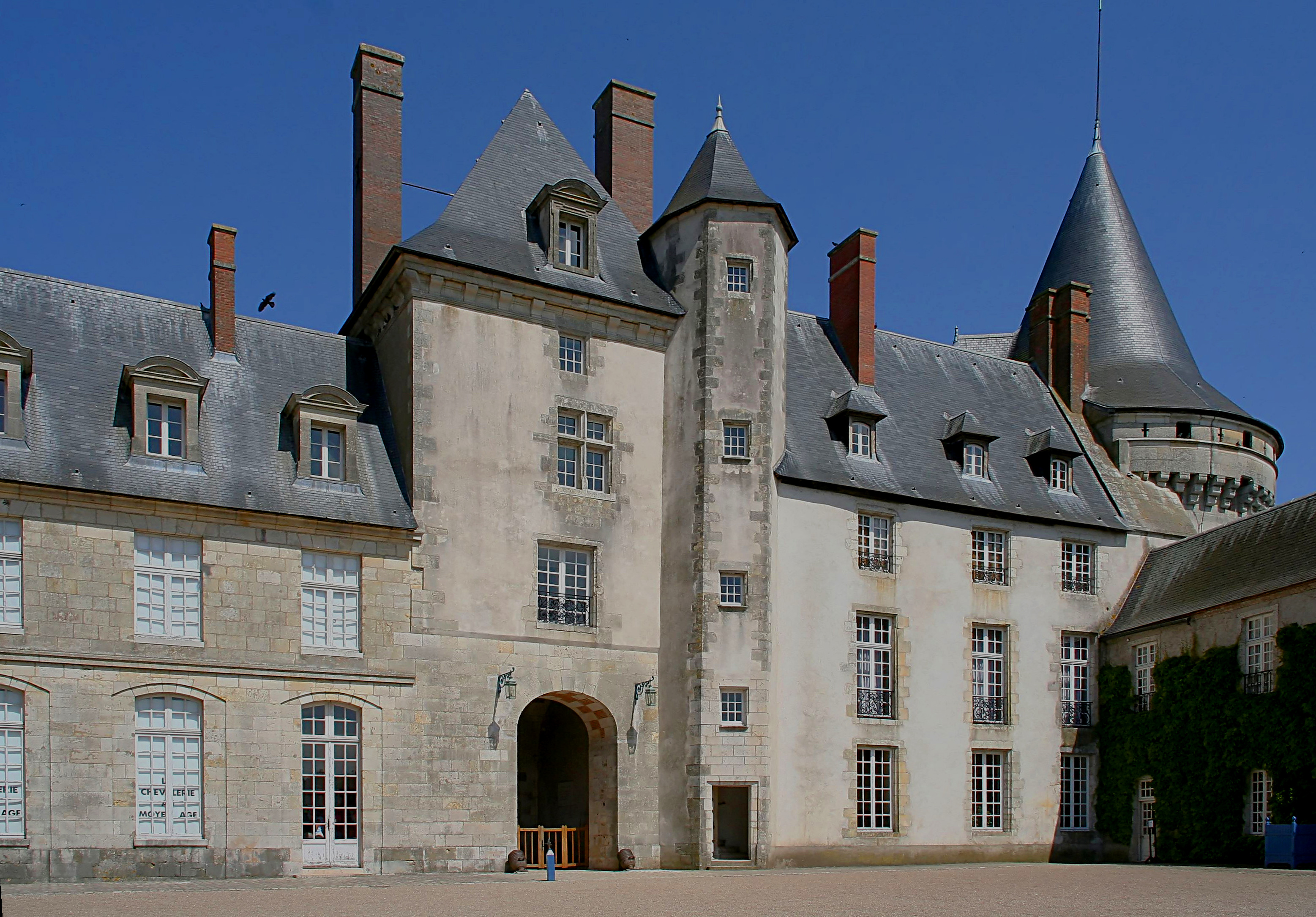
A Torre da Portaria (ao meio) com a Ala Luís XV (esquerda) e o Petit-Château (direita).

Uma ponte arcada em pedra no lado oeste do Basse-cour conduz à quadrada torre da portaria do século XV. Os seus três andares elevam-se numa planta quadrada e são cobertos por um telhado inclinado. No lado do pátio interior, o edifício possui uma estreita torre da escada, pentagonal, com cinco andares. No lado do Basse-cour podem ver-se, sobre o arco do portal, as armas da família de Béthune.

#### Petit Châteaue Ala Luís XV
A sul da Torre a Portaria segue-se o Petit Château, um edifício de três andares com telhado inclinado. No seu nível mais alto possui, na fachada nordeste, um adarve sobre uma consola de pedra saliente. No piso térreo do edifício encontra-se o antigo gabinete de trabalho de Maximilien de Béthune , enquanto no primeiro andar pode ser visitado o seu quarto de dormir. Ambos os espaços foram restaurados na segunda metade do século XX e mostram os materiais de construção do século XVIII. No entanto os seus tectos de vigas pintados remontam ao século XVI.
A norte da Torre da Portaria ergue-se a chamada Ala Luís XV, um edifício não mobilado de dois andares com tecto inclinado, que fica contígua ao Donjon no seu extremo norte. Foi reconstruída na sua forma histórica em 1923, embora não sendo fiel à versão original, depois do seu antecessor ter ardido em 1918.

#### Tour d’ArtillerieeTour de Béthune

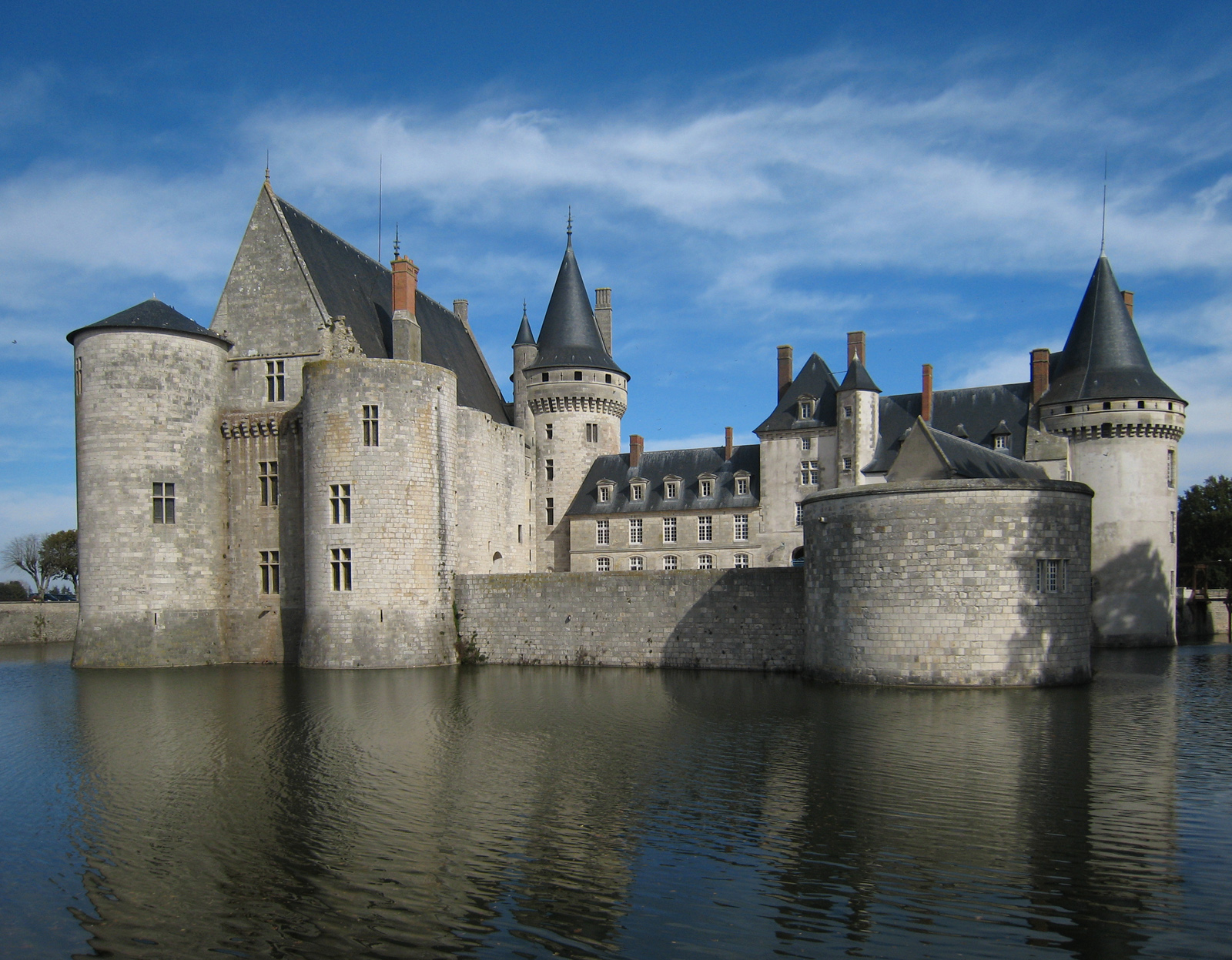
O Castelo de Sully-sur-Loire visto de sudoeste, com a Tour d’Artillerie em primeiro plano à direita e a Tour de Béthune por trás.

A Tour d'Artillerie ("Torre de Artilharia") surge no canto sul do pátio interior como uma ligação entre a cortina ocidental e a galeria  sul, devendo o nome à sua utilização como plataforma para canhões. A torre redonda têm paredes com cinco metros de espessura e um diâmetro exterior de 15 metros. Foi erguida em 1606 no lugar duma torre arruinada anterior, datada de 1363, tendo sempre apenas um piso acima do solo a fim de que o seu tecto pudesse ser usado para fins militares.
O Petit Château junta-se no extremo sul a uma alta torre redonda com quatro andares coberta por um telhado cónico. Esta torre constitui o extremo sudeste do castelo. O seu nome actual, Tour de Béthune, recorda Maximilien de Béthune, que nesta torre imprimiu uma parte das suas Mémoires des sages er royalles – Oeconomies royales d’Estat. Na época de Béthune a torre ainda era chamada como Tour de la Sange. Com um diâmetro de doze metros, tem um piso superior escorado em torno do qual passa um adarve contínuo sobre a consola de pedra, assim como mata-cães, sendo datada de 1440.

#### Donjon

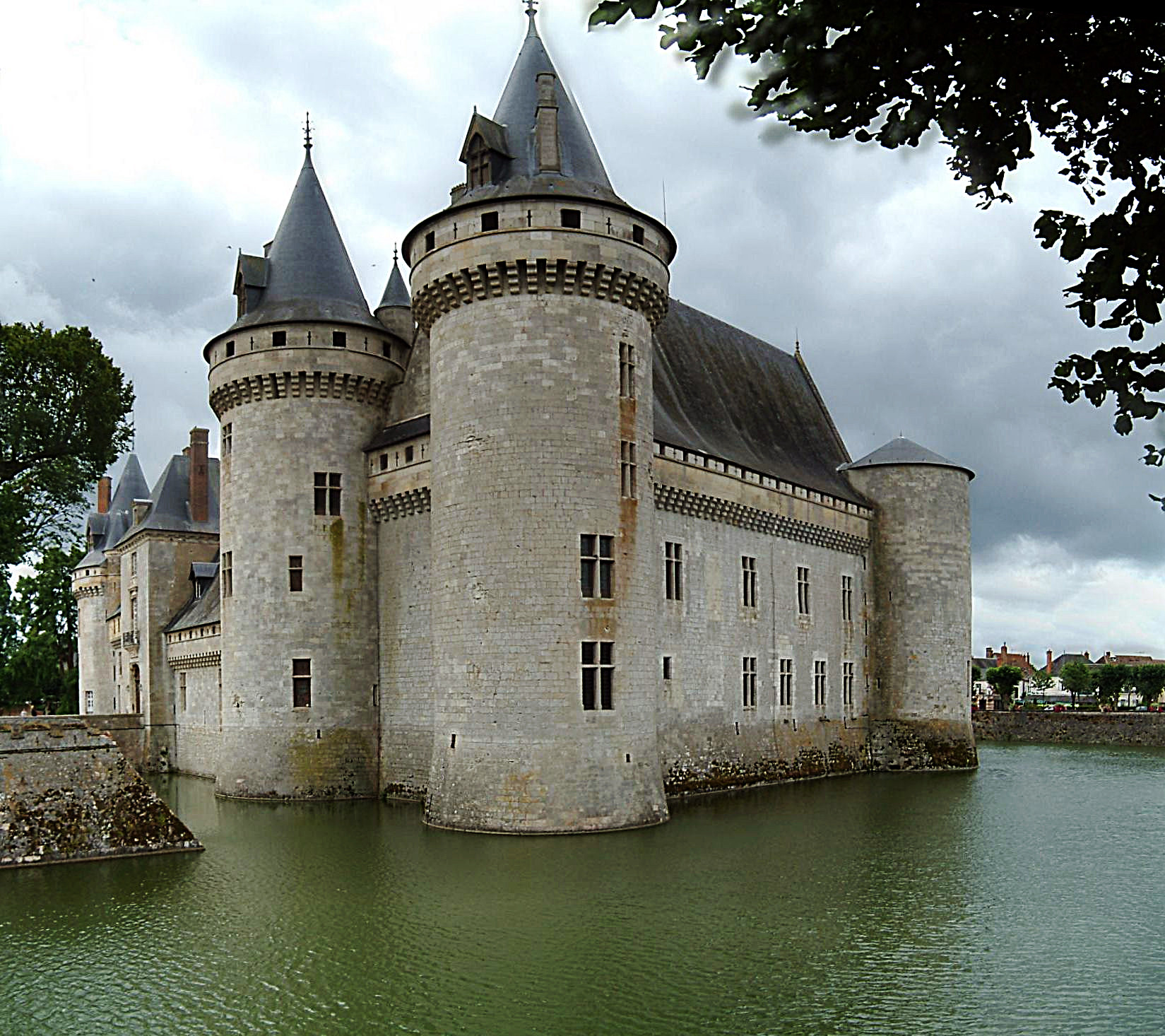
O Donjon visto de norte (2005).

O Donjon, do final do século XIII, é a parte mais antiga do castelo. Possui três pisos acima do solo e é coberto por um telhado inclinado. Em cada um dos quatro cantos do edifício, de 39 por 16 metros, fica uma torre redonda saliente de quatro andares com um diâmetro de 11,50 metros. Apenas as duas torres de leste apresentam a mesma forma do período de construção. Sob o telhado cónico que coroa os seus quatro andares, corre um passadiço suspenso com pequenas janelas, mata-cães e seteiras. Às duas torres ocidentais faltam os respectivos quartos andares e, enquanto a torre noroeste apresenta um telhado cónico abatido, a torre sudoeste apresenta-se completamente desprovida de telhado. Comum a todas é o facto de possuírem uma escadaria em caracol inserida na parede que confina com o donjon e não apresentarem tectos abobadados, mas sim tectos planos em madeira.
A entrada para o Donjon, também chamado de Grand Château, fica situada no seu lado sul, no piso térreo da portaria. Em épocas anteriores, a entrada só podia ser feita através duma ponte levadiça, uma vez que o Donjon estava protegido pelo no pátio interior através dum fosso alagado, hoje preenchido. A portaria está flanqueada nos seus lados oeste e leste por duas pequenas torres redondas. A do lado leste liga os três pisos do donjon através duma escadaria contida no seu interior, enquanto no piso térreo da torre oeste existe uma capela.
O piso superior do Donjon possui um adarve com seteiras apoiado sobre sólidas consolas de pedra em todos os lados, o qual é conservado de forma apenas rudimentar na empena sul. As grandes janelas cruzadas não datam da época de construção do edifício, sendo o resultado duma extensa renovação empreendida no século XVII. A antiga abóbada da cave não foi conservada até à actualidade.

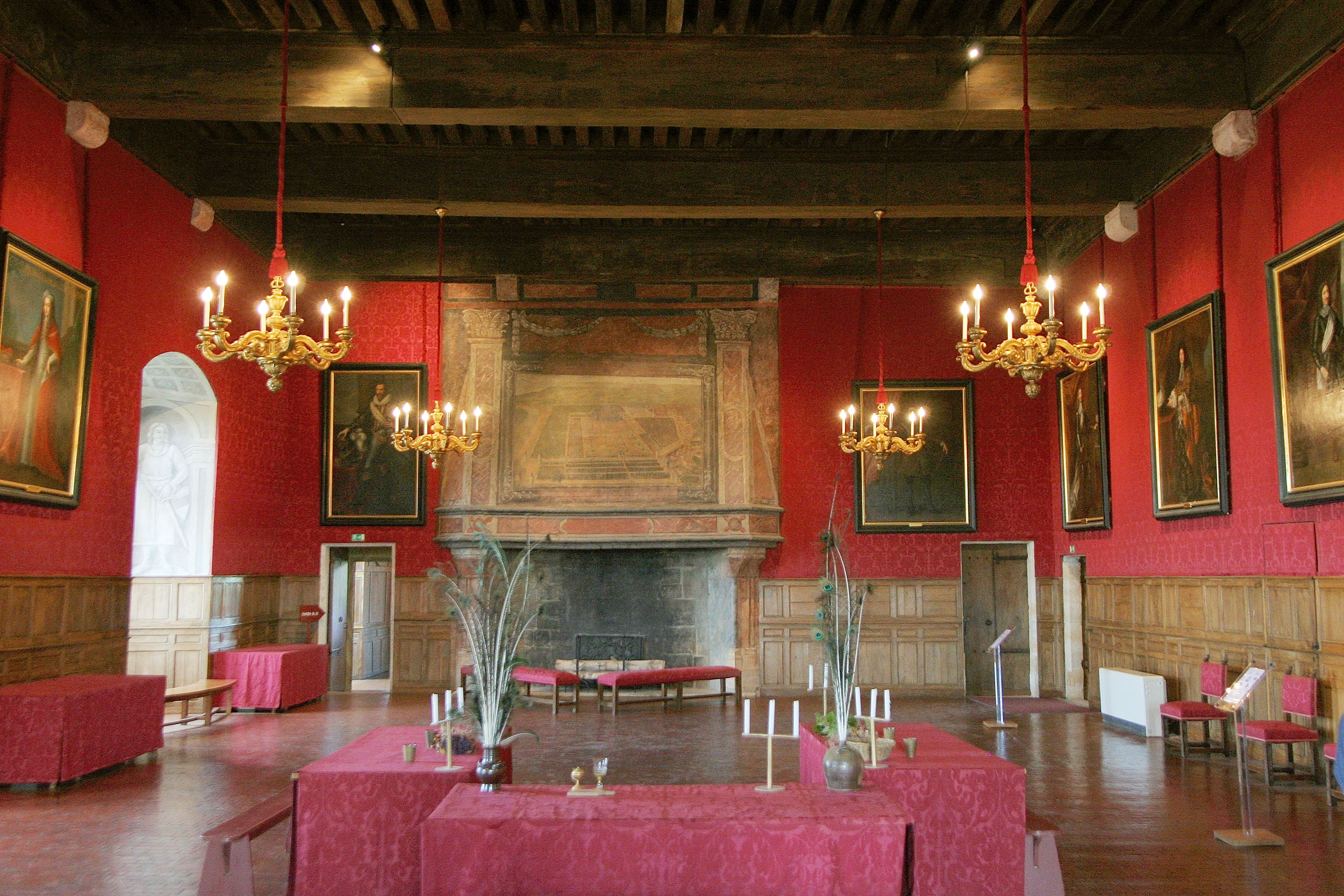
O Grande Salão (2005).

No interior, todos os três andares são divididos por uma parede entre um grande salão com cerca de 300 metros quadrados e um salão um pouco menor. No piso térreo fica a Salle des Gardes (Sala dos Guardas), também chamada de Sala da Vigia, com tecto de madeira em caixotões e onde, num dos lados, estão pintados ducados de ouro. Esta sala fica ligada a leste com uma outra usada actualmente como bilheteira do museu e loja.
O segundo piso é ocupado em grande parte pela Grand Salle (Grande Salão), um espaço que serviu como salão de festas e de representação e que também foi utilizado algumas vezes como teatro. A sua lareira na parede sul data do século XV e por cima da sua consola está instalado um quadro que mostra o Château de Rosny-sur-Seine. A leste do Grande Salão fica o chamado Quarto de Aparato, o quarto de dormir do Duque de Sully, com tapeçaria da Flandres, tecto de vigas em estilo italiano e um tapete em damasco azul.

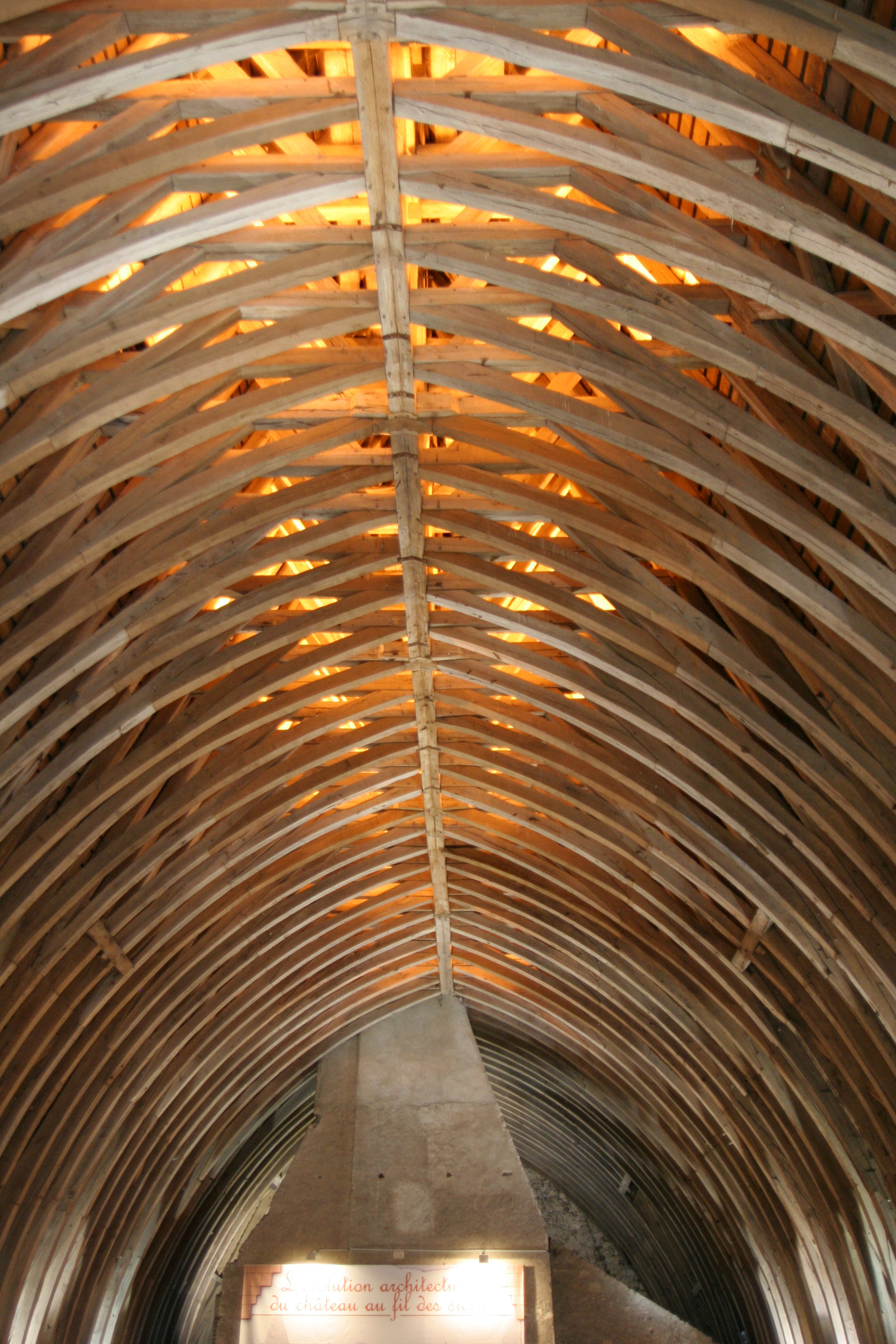
O tecto do terceiro piso do donjon.

Na parede virada ao pátio está escondida uma pesada porta de ferro do século XVI atrás dos painéis de madeira, a qual conduz a um pequeno gabinete. Este ocupa o primeiro andar da torre que flanqueia o portal no lado oeste. Nos primeiros tempos do castelo foi usada em função da ponte levadiça do portal, sendo usado mais tarde como gabinete e depois como sala do tesouro dos senhores do castelo. Hoje está ali instalado um oratório com uma cópia do túmulo de Maximilien de Béthune e da sua segunda esposa, Rachel de Conchefilet, que abriga os restos mortais do casal.
O terceiro piso do donjon, com mais de 16 metros de altura, é conhecido principalmente devido à sua excepcional cobertura, chamada de Grand Galetas. As altas vigas em madeira de castanheiro possuen a forma da quilha dum navio voltada ao contrário e, sem o recurso a produtos químicos, ainda está livre de carunchos e de outras pragas da madeira. É considerada como uma obra-prima da carpintaria medieval, sendo também um dos poucos exemplares desse período que se mantêm completamente intactos. O bom estado da cobertura resulta, em parte, dum método especial de ajuste da madeira utilizada, derivada da construção de navios. Depois da madeira ter sido colocada em água salgada, ficou a secar durante anos e foi tratada com alume. Além disso, o invulgar construção do telhado permitiu uma permanente e boa ventilação das vigas, pelo que ainda não sofreram as habituais influências do ambiente.
Na perspectiva da história da arte, ao lado das vigas, também é digna de menção uma série de tapeçarias do século XVII . As seis tapeçarias de parede, vindas duma oficina de Paris e ostentando o nome de Tenture de Psyché, mostram o mito de Psiquê e foram mantidas no Château de Rosny-sur-Seine até Março de 1994.

### Jardim e parque
A ampla área ajardinada de 25 hectares está situada a leste do Basse-Cour e tem acesso através duma ponte de pedra. Os canteriros simétricos do antigo parque barroco não foram preservados. Em vez disso, hoje em dia o espaço é quase totalmente ocupado por florestas. Apenas os canais existentes lembram ainda, pela sua localização entre si, o traçado um jardim de recreio.

## Moradores e proprietários

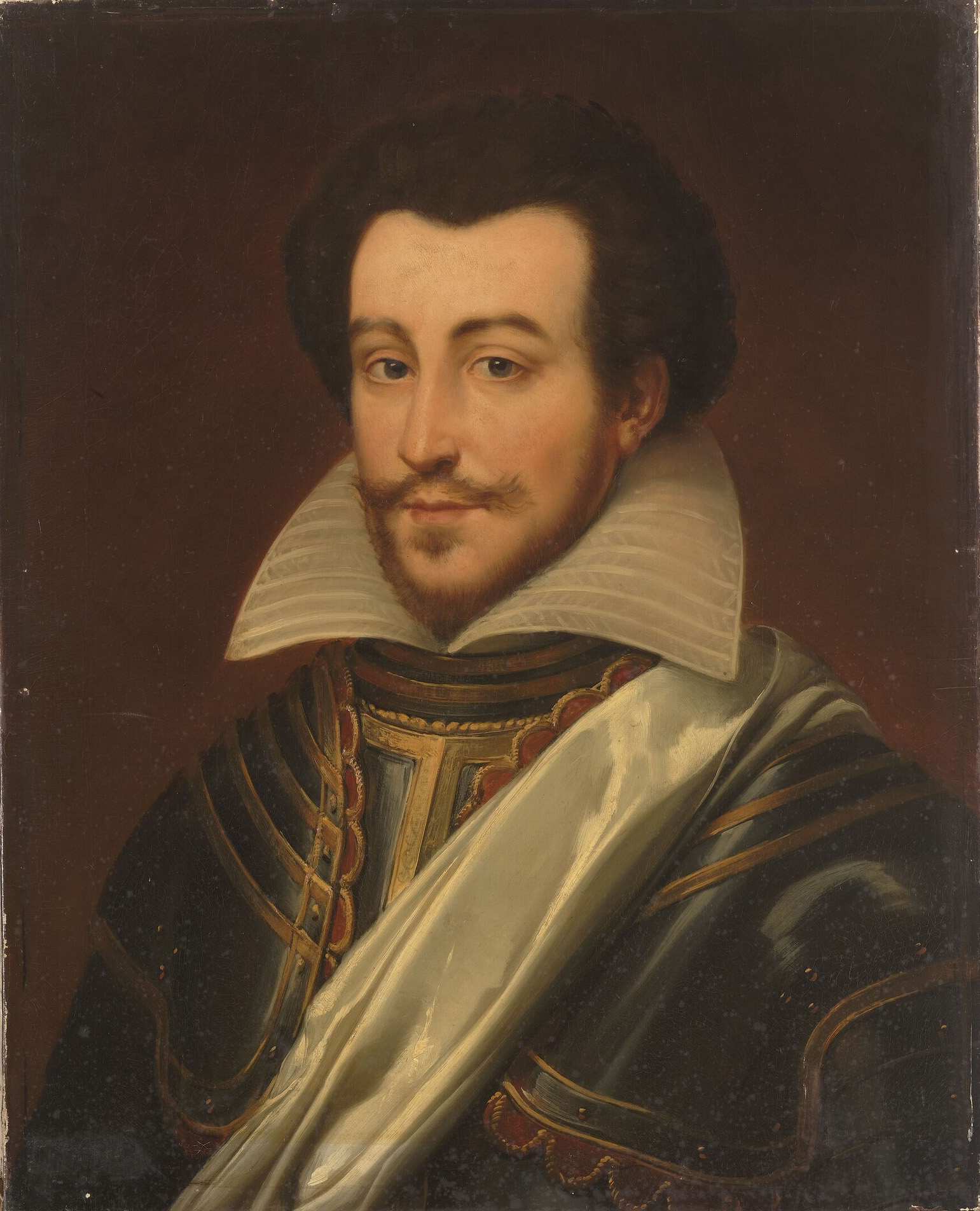
Claude de La Trémoïlle vendeu o castelo dos seus ancestrais a Maximilien de Bèthune em 1602.

O castelo e a aldeia de Sully-sur-Loire estiveram desde o século IX na posse dos Senhores e, mais tarde, Barões de Sully. Com Gilon I de Sully (também chamado de Gile de Sully) morreu, no início do século XII, o último membro masculino da família. A sua filha Agnès casou em segredo com Guillaume de Blois, Conde de Chartres, motivo pelo qual este foi deserdado pelo seu pai, Estêvão II, embora tenha obtido a posse de Sully-sur-Loires com essa ligação. Os descendentes de Guillaume deixaram de ser chamados "de Blois" e passaram a ser "de Sully", o que fez com que o nome não se extinguisse.
Depois duma disputa de Henri I de Sully com o Bispo de Orleães, este confiscou a propriedade em 1218 e colocou-a sob a aadministração da Casa Real francesa. Depois de se ter concluido um acordo amigável entre as duas partes e de Henri se ter disposto a pagar os custos, o rei francês Filipe Augusto devolveu o castelo ao seu legítimo dono.
Louis de Sully faleceu sem qualquer herdeiro masculino. A herdeira do castelo, a sua filha Marie, fez um primeiro casamento com Charles de Berry, Conde de Montpensier, que, no entanto, faleceu pouco tempo depois. Por esse motivo, em Dezembro de 1382, por falta de herdeiros masculinos, o senhorio foi recuperado pelo Bispo de Orleães Jean V Nicot como feudo vago. Alguns meses depois, Marie casou-se em segundas núpcias com o Duque Guy VI de La Trémoille, que comprou o domínio à diocese em 1383, por 330.000 livres.

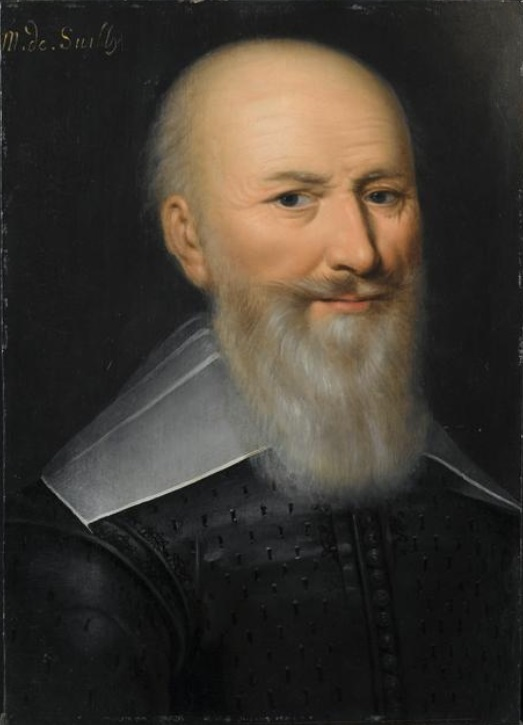
Sob Maximilien de Béthune Sully-sur-Loire foi elevado a ducado em 1606.

Em 1429, o filho de Guy VI, Georges de La Trémoille, camareiro e favorito de Carlos VII, deu diversas festas no antigo castelo em honra do seu rei e de Joana d’Arc. Joana foi ali detida em Março de 1430 para retardar novos ataques contra as tropas inglesas. Porém, ela e os seus apoiantes conseguirtam escapar.
O descendente de Georges Claude de La Trémoille desviou-se para a fé reformada e lutou no exército de Henrique de Navarra. No dia 15 de Julho de 1602 vendeu Sully-sur-Loire, por 126.000 livres/42.000 escudos, ao ministro de Henrique IV, Maximilien de Béthune, Marquês de Rosny, com quem já havia lutado junto nas tropas protestantes. Como agradecimento pelos méritos de Béthune, no dia 12 de Fevereiro de 1606, Henrique IV elevou Sully a ducado com pariato (duché-pairie em francês). No entanto, o senhor do castelo só pamencia ali na Primavera e no Outono. O resto do ano passava-o no Château de Villebon, enquanto a sua esposa, Rachel de Conchefilet, dirigia os bens de Sully-sur-Loire.
Em Dezembro de 1641, após a morte de Maximilien, seguiu-se-lhe o seu neto Maximilien François como duque e proprietário. Em Março de 1652, durante o seu domínio, estiveram no palácio o rei Luís XIV, então com 14 anos de idade, e a sua mãe, Ana da Áustria, acompanhados pelo Cardeal Jules Mazarin e pelo Marechal Henri de La Tour d’Auvergne, Visconde de Turenne, em refúgio da Fronde em Paris.
O palácio manteve-se até ao século XX na posse de vários ramos da família de Béthune. Durante esse tempo, os duques receberam ali muitos convidados ilustres, como por exemplo La fayette após o seu regresso da América e Voltaire, que esteve exilado em Sully-sur-Loire entre 1716 e 1729 depois de ter sido banido de Paris. Voltaire escreveu na Grande Salle do donjon as suas tragédias Artemísia e Édipo.
A sua última proprietária foi a nobre Marie Jeanne de Béthune. Após a destruição do palácio no decorrer da Segunda Guerra Mundial, durante a qual esteve ali instalado um quartel do Estado-Maior alemão que vendeu grande parte do seu mobiliário, a sua proprietária não pôde manter o grande edifício por razões financeiras. Em 1962, acabou por vender o palácio, pela soma de 85 milhões de francos, ao Departamento de Loiret, que ainda mantém a sua posse.